# Urodonta albimacula
Urodonta albimacula är en fjärilsart som beskrevs av Otto Staudinger 1887. Urodonta albimacula ingår i släktet Urodonta och familjen tandspinnare. Inga underarter finns listade i Catalogue of Life.